# Condeau
Condeau ist eine Ortschaft und eine Commune déléguée in der französischen Gemeinde Sablons sur Huisne mit 353 Einwohnern (Stand: 1. Januar 2022) im Département Orne in der Region Normandie.
Mit Wirkung vom 1. Januar 2016 wurden die bisherigen Gemeinden Condé-sur-Huisne, Condeau und Coulonges-les-Sablons zu einer Commune nouvelle mit dem Namen Sablons sur Huisne zusammengeschlossen und haben in der neuen Gemeinde den Status einer Commune déléguée. Der Verwaltungssitz befindet sich im Ort Condé-sur-Huisne. Die Gemeinde Condeau gehörte zum Arrondissement Mortagne-au-Perche und zum Kanton Bretoncelles.

## Lage
Nachbarorte von Condeau sind Verrières im Nordwesten, Saint-Germain-des-Grois im Norden, Condé-sur-Huisne im Osten, Margon und Nogent-le-Rotrou im Süden sowie Saint-Pierre-la-Bruyère im Südwesten.

## Bevölkerungsentwicklung
| Jahr      | 1962 | 1968 | 1975 | 1982 | 1990 | 1999 | 2008 | 2015 |
| --------- | ---- | ---- | ---- | ---- | ---- | ---- | ---- | ---- |
| Einwohner | 391  | 340  | 216  | 321  | 369  | 323  | 403  | 421  |

## Sehenswürdigkeiten
- Schloss Villeray, Monument historique

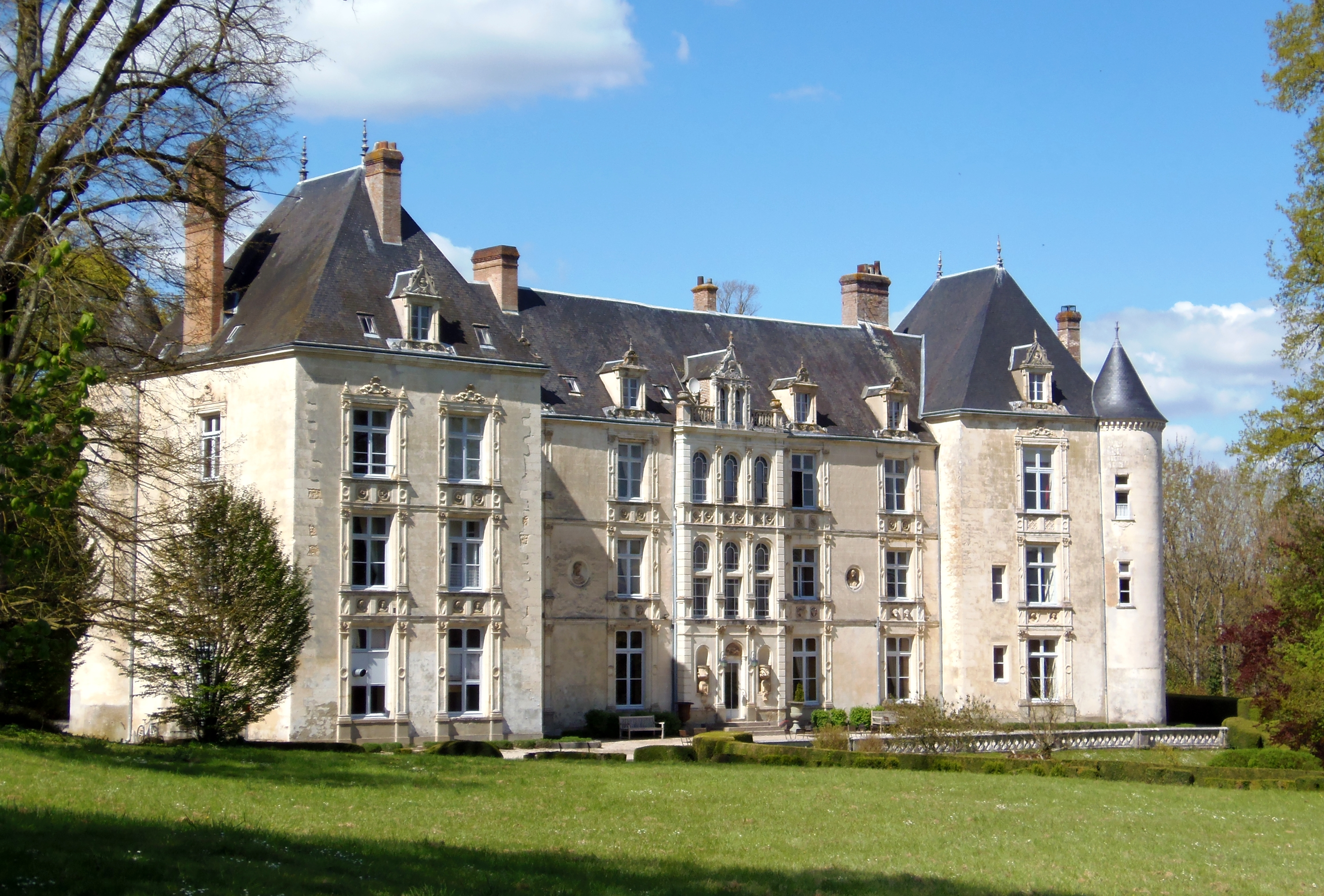
Schloss Villeray

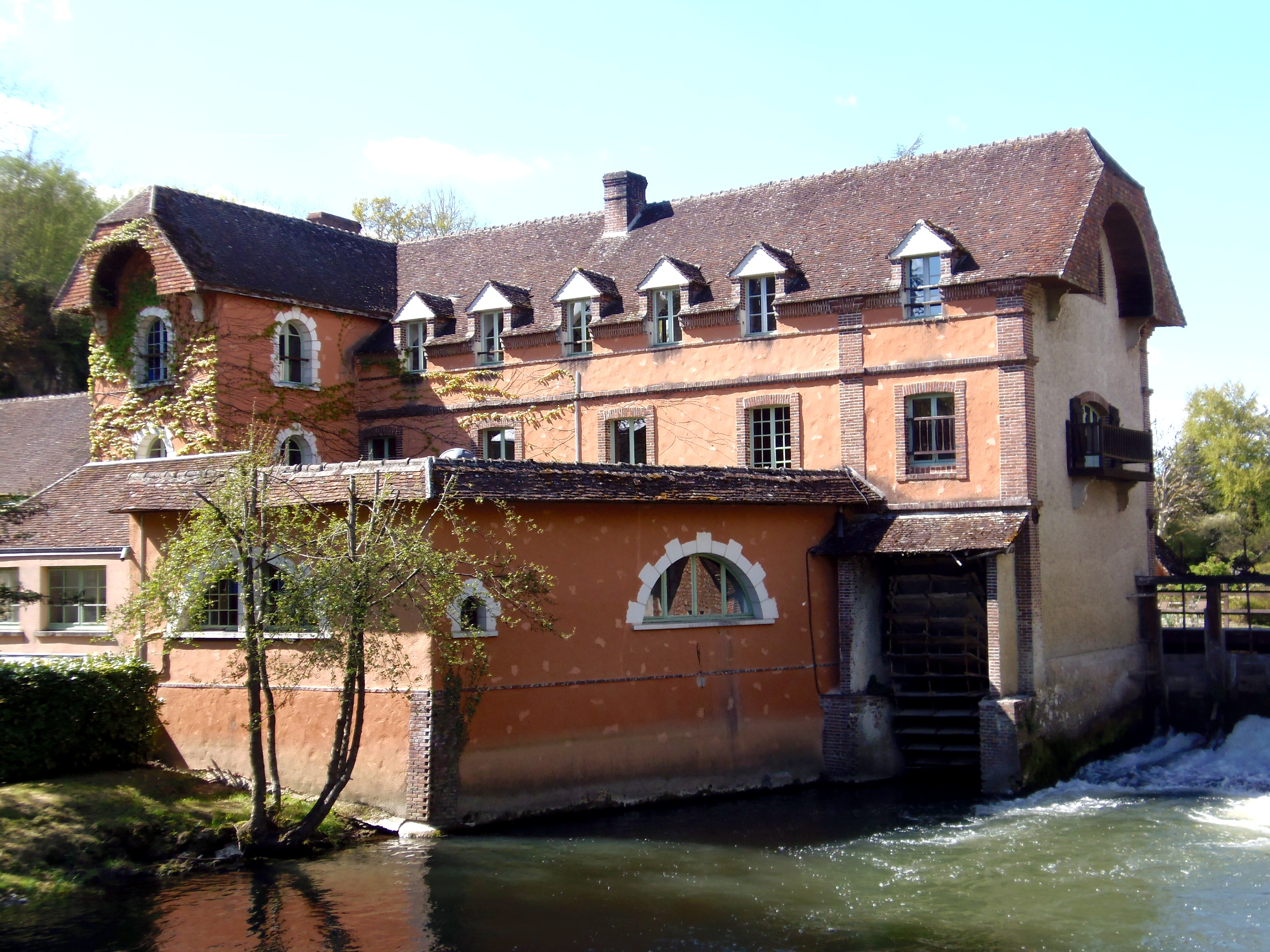
Wassermühle